# Tokamak

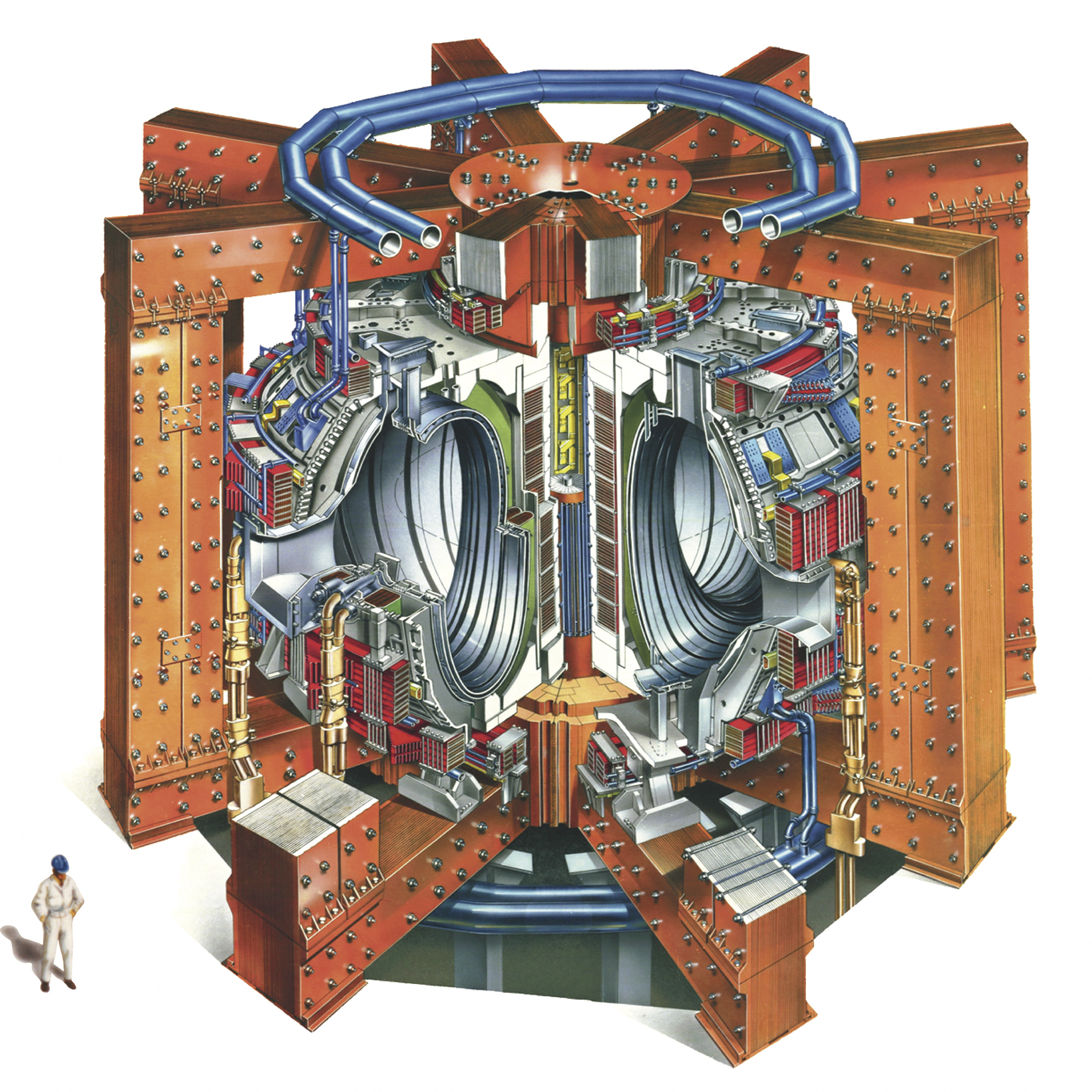
Der Joint European Torus, in Betrieb von 1983 bis 2023.
Das Plasmagefäß mit einem Durchmesser von 6 Metern und einer Höhe von 2,4 Meter ist hinter den orangefarbenen Eisenjochen der toroidalen Magnetfeldspulen sowie den Mess-, Heiz- und Kühlsystemen nahezu verborgen. Zum Größenvergleich beachte man den Techniker unten links.

Der Tokamak ist ein torusförmiger Typ eines Fusionsreaktors, der auf der Methode des magnetischen Plasmaeinschlusses beruht. Ein Plasma aus Wasserstoffisotopen in einem torusförmigen Gefäß wird durch ein starkes Magnetfeld zusammengehalten; dieses Feld wird – anders als im Stellarator – teilweise von einem im Plasma fließenden elektrischen Strom erzeugt. Die zurzeit (2019) leistungsfähigsten Anlagen zur Entwicklung der Fusionstechnik basieren auf dem Tokamak-Prinzip.
Das Wort ist die Transkription des russischen токамак, einer Abkürzung für „тороидальная камера с магнитными катушками“ (toroidalnaja kamera s magnitnymi katuschkami [tɔraiˈdalʲnaia ˈkamʲɛra s magˈnitnɨmi kaˈtuʃkami]), übersetzt „Toroidale Kammer mit Magnetspulen“. Zusätzlich bedeuten die ersten drei Buchstaben ток übersetzt „Strom“ und verweisen damit auf den Stromfluss im Plasma, die entscheidende Besonderheit dieses Einschlusskonzepts.
Die Idee des Tokamaks geht auf den Wissenschaftler Ronald Richter zurück und wurde später vom sowjetischen Wissenschaftler Oleg Alexandrowitsch Lawrentjew aufgegriffen (1949) und 1952 von Andrei Sacharow und Igor Tamm weiterentwickelt. In den 1950er Jahren wurden in der Sowjetunion die ersten vorbereitenden Experimente durchgeführt. Als erster Tokamak gilt der sowjetische T3 von 1962.

## Entwicklungsgeschichte
Gegen Mitte des 20. Jahrhunderts begann die erfolgreiche Entwicklung der zivilen Nutzung der Kernenergie und auch die Testexplosionen von Wasserstoffbomben verliefen wie geplant. In den 1950er Jahren begannen Physiker, die Möglichkeiten einer Energiegewinnung aus der kontrollierten Kernfusionsreaktion von Wasserstoff-Isotopen zu erforschen. Die Teilchen müssen dazu ein extrem heißes Plasma bilden, in dem bei bestimmten Bedingungen (siehe Lawson-Kriterium) die thermonukleare Reaktion selbsterhaltend abläuft.
Beim Einschluss des heißen Plasmas in ein klassisches Gefäß würde das Plasma sofort auskühlen. Um einen Abstand von der Gefäßwand herzustellen, ist die Lorentzkraft geeignet, mit der durch magnetische Felder eine Kraft auf bewegte geladene Teilchen ausgeübt werden kann (siehe auch Fusion mittels magnetischen Einschlusses).

## Konzept

### Magnetfeld

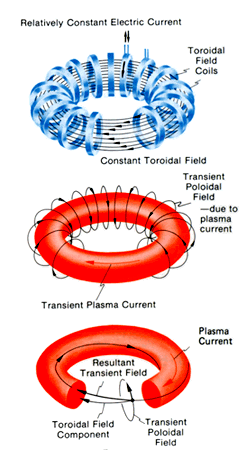
Tokamak-Felder

Zur Umsetzung dieses Ansatzes schlugen Sacharow und Tamm einen Torus-förmigen Fusionsreaktor vor, dessen Ring von Feldspulen umschlossen ist, deren „toroidales“ Magnetfeld das im Torus rotierende Plasma eingeschlossen hält (obere Abbildung).
Es wurde jedoch auch schon in der Theorie ein Problem erkannt, das sich aus der Magnetohydrodynamik des Plasmas ergibt, wonach die im inneren Bereich des Torus rotierenden Teilchen mit denen des äußeren Bereichs Verwirbelungen bilden. Um dies zu vermeiden, müssen die Teilchenbahnen zusätzlich eine Drehung innerhalb des Torus-Querschnitts durchführen, die magnetischen Feldlinien also spiralförmig verlaufen. Diese Verdrillung der Magnetfeldlinien wird beim Tokamak erreicht, indem man im Plasma selbst einen elektrischen Strom entlang des Ringes fließen lässt. Der Strom erzeugt ein Magnetfeld mit poloidal verlaufenden Feldlinien (mittlere Abbildung). Dieses überlagert sich dem durch die Spulen erzeugten toroidalen Feld, so dass sich der gewünschte spiralförmige Feldverlauf ergibt (untere Abbildung). Die Feldlinien schließen sich nicht nach einem Umlauf um den Ring, sondern bilden konzentrische, mechanisch stabilere Schichten (siehe auch Flussfläche). Die Elektronen und Ionen bewegen sich unter der Lorentzkraft auf engen, schraubenartigen Bahnen um je eine Feldlinie.
Die Magnetspulen eines Fusionsreaktors (nicht nur beim Tokamak) müssen für eine wirtschaftliche Netto-Energiegewinnung aus Supraleitern bestehen, damit ihr elektrischer Energiebedarf gering bleibt.

### Erzeugung des Plasmastroms (Stromtrieb)
Das Funktionsprinzip wird im Folgenden mit einem Transformator verglichen. Das Plasma kann als Sekundärwicklung eines Transformators wirken. Als Primärwicklung wirkt eine zentrale „Poloidal“-Feldspule im Torus-Zentrum, ergänzt durch weitere, koaxial mit dem Torus gelegene Ringspulen. Dieses Verfahren, den Plasmastrom durch elektromagnetische Induktion zu erzeugen, kann allerdings wie bei jedem Transformator keinen Dauerstrom liefern, da man den Primärstrom nicht ständig steigern kann, der Transformatorhub also begrenzt ist. Von Zeit zu Zeit muss der Primärstrom abgeschaltet werden; der Plasmaeinschluss geht während der Pause verloren, die Kernfusion setzt aus und muss danach neu „gezündet“ werden. Ein solcher Tokamak arbeitet also nicht kontinuierlich, sondern gepulst. Für große Tokamaks wie ITER rechnet man mit Pulsdauern der Größenordnung 15 Minuten. Der Pulsbetrieb wäre für Leistungsreaktoren nur eine Notlösung, denn die großen Kräfte, die die Feldspulen aufeinander ausüben, würden dabei als Wechsellasten auftreten, die Strukturteile also besonders stark beanspruchen.
Deshalb wird an anderen Techniken zum Erzeugen und Aufrechterhalten des Plasmastroms geforscht. In Frage kommen vor allem die Neutralteilcheninjektion, die zugleich auch zur Plasmaheizung dient (siehe unten), sowie die Einstrahlung elektromagnetischer Wellen der sogenannten unteren Hybridfrequenz. Man hofft, mit diesen zusätzlichen Stromtriebmethoden einen kontinuierlichen Betrieb von Tokamak-Kraftwerksreaktoren zu erreichen.

## Aufheizen des Plasmas
Im Fusionsreaktor wird ein Teil der Reaktionsenergie, hauptsächlich die Rückstoßenergie, das Plasma heizen und die Energieverluste zur Wand ausgleichen. Dieser Zustand des „Brennens“ setzt bei Tokamaks wegen der geringen Dichte und Energieeinschlusszeit erst bei über 10 keV (über 100 Millionen °C) ein und muss für jeden neuen Puls (s. o.) zunächst auf andere Weise erreicht werden.

### Ohmsche Heizung
Das Kennzeichen des Tokamak-Konzepts ist der im Plasma induzierte elektrische Strom. Diese ohmsche Heizung bzw. Widerstandsheizung bewirkt zwangsläufig auch eine Aufheizung des Plasmas. Dabei handelt es sich um die gleiche Art von Aufheizung wie beim Glühdraht einer Glühlampe oder einer Elektroheizung (Haartrockner, Heizlüfter). Die Wärmeleistung hängt vom Widerstand des Plasmas und der Spannung ab. Da die Temperatur steigt, nimmt der elektrische Widerstand des Plasmas ab, und die ohmsche Heizung wird weniger effektiv. Die durch ohmsche Heizung erreichbare Maximaltemperatur in einem Tokamak scheint bei etwa 20–30 Millionen °C zu liegen. Um höhere Temperaturen zu erreichen, müssen andere Heizverfahren angewandt werden.

### Neutralteilcheninjektion
Neutralteilcheninjektion bedeutet den Einschuss schneller Atome oder Moleküle in das durch ohmsche Heizung aufgeheizte, magnetisch eingeschlossene Plasma. Auf ihrem Weg durch das Plasma werden die Atome ionisiert und deshalb vom Magnetfeld gefangen. Dann übertragen sie einen Teil ihrer Energie auf die Plasmateilchen, indem sie wiederholt mit ihnen zusammenstoßen und so die Plasmatemperatur erhöhen. Als Neutralteilchen kommen vor allem Deuterium- und Tritium-Atome in Frage, sodass diese Plasmaheizung zugleich zur Brennstoffnachfüllung beiträgt.

### Magnetische Kompression
Gase können durch plötzliche Erhöhung des Drucks aufgeheizt werden. Auf dieselbe Weise erhöht sich die Temperatur eines Plasmas, wenn das einschließende Magnetfeld stärker wird. In einem Tokamak wird diese Kompression erreicht, indem das Plasma in eine Zone höherer magnetischer Feldstärke verschoben wird (z. B. nach innen). Da Plasmakompression die Ionen einander annähert, hat das Verfahren zusätzlich den Vorteil, dass es die Erzielung der für die Fusion erforderlichen Dichte erleichtert.

### Mikrowellenheizung
Hochfrequente elektromagnetische Wellen von geeigneter Frequenz und Polarisation werden durch Oszillatoren (Gyrotrons oder Klystrons) außerhalb des Torus erzeugt. Ihre Energie kann auf die geladenen Teilchen im Plasma übertragen werden, welche wiederum mit anderen Teilchen im Plasma kollidieren und so die Temperatur erhöhen. Es gibt verschiedene Methoden, je nachdem, ob die Energie zunächst auf die Elektronen oder die Ionen des Plasmas übertragen wird.

## Alternative: der Stellarator
Die zweite Möglichkeit, die zum Einschluss eines Plasmas in einem toroidalen Magnetfeld benötigte schraubenförmige Verdrillung der Magnetfeldlinien herbeizuführen, ist der Stellarator. Hier werden Torus oder Magnetfeldspulen selbst so verdrillt, anschaulich in Form eines Möbiusbandes, dass auch der poloidale (im Querschnitt des Ringes wirksame) Anteil des Feldes durch die Spulen erzeugt wird, anstatt durch einen im Plasma induzierten Strom wie beim Tokamak.
Ein Stellarator benötigt somit keinen im Plasma fließenden Strom, der im klassischen Tokamak in der Art eines Transformators erzeugt wird, und ist daher im Unterschied zum gepulsten Betrieb eines Tokamaks unmittelbar für den Dauerbetrieb geeignet. Wegen der komplexeren Spulengeometrie sind Konstruktion, Fertigung, Wartungs- und Reparaturarbeiten jedoch aufwendiger. Eine Optimierung der Spulengeometrie mittels leistungsfähiger Computerprogramme und die Fertigung solcher Spulen gelangen erst in den 1980er Jahren; dadurch weist die Tokamak-Entwicklung einen zeitlichen Vorsprung auf. Mit Wendelstein 7-X wurde im nordostdeutschen Greifswald erstmals ein großer Stellarator mit einer solchen optimierten Spulengeometrie aufgebaut, um das Stellarator-Konzept auf seine Eignung für einen Fusionsreaktor zu untersuchen. Dort wurden im Jahr 2018 bis zu 26 Sekunden bestehende Plasmen mit Temperaturen von 60 Millionen Grad erzeugt. In den nächsten Jahren soll die Pulsenergie bis auf 20 MW erhöht und Plasmen bis zu 30 Minuten aufrechterhalten werden.

## Mischformen zwischen den beiden Konzepten
Viele physikalische und technische Fragestellungen sind für Tokamak und Stellarator ähnlich. Es gibt zudem Mischformen zwischen den beiden Konzepten, die Gegenstand aktueller Forschung sind:
Seitens der Tokamak-Entwicklung wird untersucht, inwieweit zusätzliche äußere Magnetfeldspulen mit helikal–stellaratorartiger Symmetrie helfen können, unerwünschte Instabilitäten am Plasmarand zu unterdrücken oder zu verringern. Diese Plasmarand-Instabilitäten, sogenannte ELMs (Edge Localized Modes), lassen kurzfristig heißes Plasma aus der äußersten Schicht des eingeschlossenen Plasmas auf die Plasmawand und den Divertor prallen, was wegen der hohen Leistungsdichte zu Schädigungen führen kann. Um sie zu unterdrücken, reichen anscheinend schon relativ geringe Magnetfelder aus; das Gesamtsystem ist daher trotzdem im Wesentlichen ein Tokamak.
Seitens des Stellarators erlauben sogenannte quasi-toroidale Magnetfeldgeometrien, einen Teil der benötigten Verdrillung der Feldlinien über den vom Druckgradienten des Plasmas selbst getriebenen Strom zu erzeugen. Dies wäre ähnlich einem Tokamak.

## Aktuelle Forschung

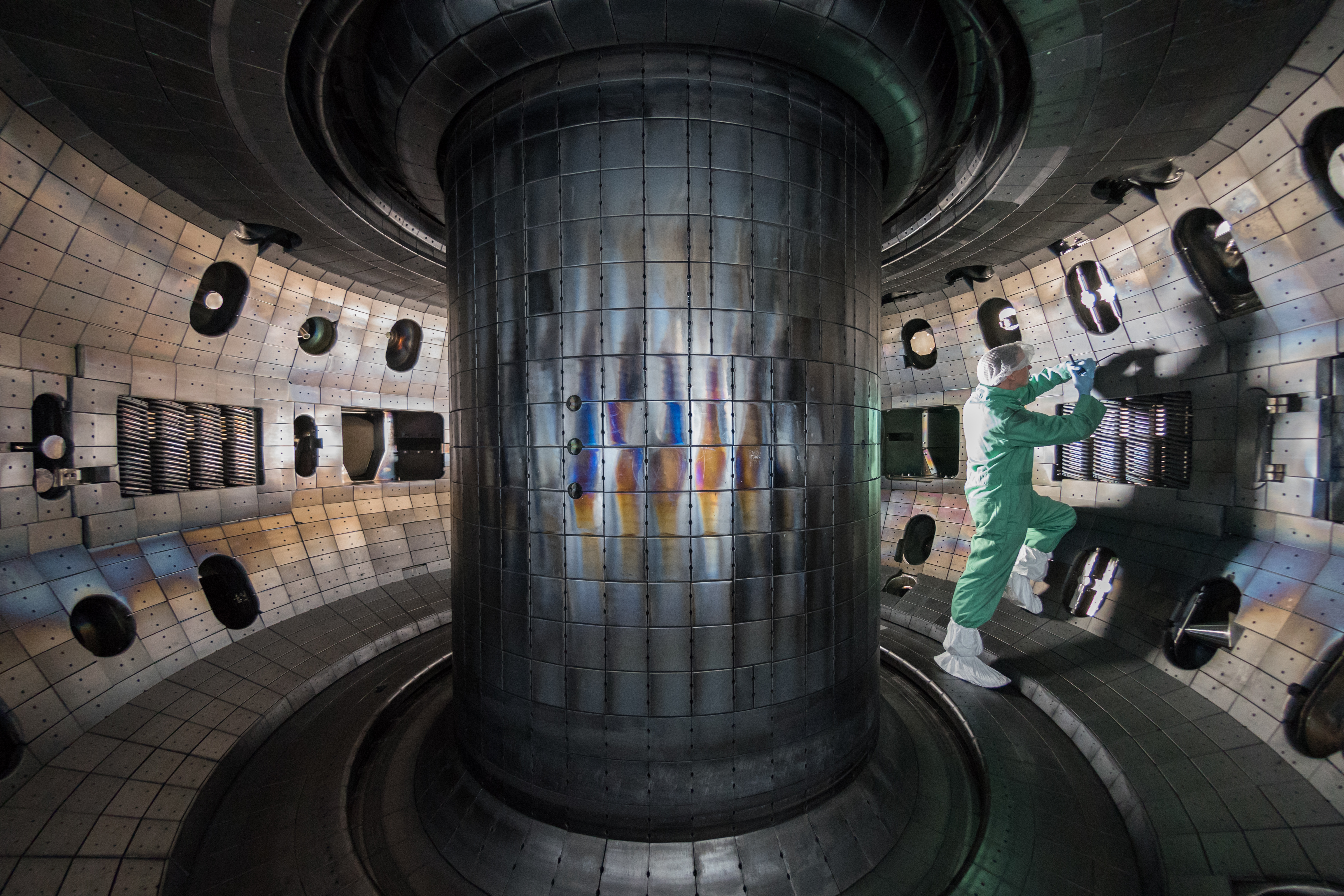
Das Innere des DIII-D-Tokamaks in San Diego, in Betrieb seit 1986, betrieben von General Atomics im Auftrag des US-Energieministeriums. Abmessungen: Höhe 2,8 m; großer Radius 1,66 m

Die bisher leistungsfähigsten Anlagen zum magnetischen Einschluss eines Fusionsplasmas waren Tokamaks. Der 1984 fertiggestellte Joint European Torus (JET) in Culham nahe Oxford, Großbritannien war bis zum Jahr 2023 der größte in Betrieb befindliche Tokamak. Hier sowie an der Anlage TFTR in Princeton wurde auch bereits mit der in einem Fusionskraftwerk benötigten Mischung aus Deuterium und Tritium experimentiert. Die dabei erreichte Fusionsleistung betrug kurzfristig am JET 65 % der zur Heizung des Plasmas aufgewendeten Leistung. Für größere Fusionsleistungen sind größere Dimensionen und verbesserte Einschlusseigenschaften des Magnetfelds erforderlich. Zudem müssen weitere technische Fragen gelöst werden wie die laufende Zufuhr neuen Brennstoffs und die Abführung der Fusionsprodukte (Helium), die dauerhafte Kühlung der supraleitenden Spulen oder die intermittierenden Zündungen.
ITER, die nächstgrößere Tokamakanlage, ist im südfranzösischen Cadarache seit 2013 im Bau (Stand 2020). Die Anlage soll bei einer Fusionsleistung von 500 MW erstmals einen Netto-Energiegewinn demonstrieren, jedoch noch keine elektrische Energie produzieren. Das erste vollständige Fusionskraftwerk wird nach jetzigen Planungen dessen Nachfolgeanlage DEMO sein.
In Deutschland wird das Tokamak-Konzept derzeit an ASDEX Upgrade am Max-Planck-Institut für Plasmaphysik in Garching bei München untersucht. Der Tokamak TEXTOR des Forschungszentrums Jülich wurde Ende 2013 stillgelegt.
An der Italienischen Agentur für neue Technologien, Energie und Nachhaltige Entwicklung (ENEA) wird ein kompakter Tokamak mit einem hochmagnetischen Feld von bis zu acht Tesla betrieben, der FTU. Kompakte Hochfeld-Tokamaks mit Fusionsplasma wurden von einigen Fusionsforschern als kleinere Alternative zu ITER zur Realisierung selbstbrennender Reaktoren verfolgt. Nachdem der Alcator C-Mod 2016 stillgelegt wurde, gibt es weitere Pläne (IGNITOR, SPARC, STEP), deren Umsetzung aber ungewiss ist.
Der HL-2M, ein von China National Nuclear Corporation und dem Southwestern Institute of Physics in Leshan zu Forschungszwecken betriebener Tokamak, erzeugt 150 Mio. °C heißes Plasma und wurde am 4. Dezember 2020 in Betrieb genommen.

Der 'Burning Plasma Experimental Superconducting Tokamak' (BEST) soll 2027 fertiggestellt werden.
Im September 2018 löste eine Gruppe um Jong-Kyu Park vom PPPL einige mathematische Probleme im Zusammenhang mit der Stabilisierung des Magnetfeldes. Die Berechnungen wurden am KSTAR in Korea erfolgreich getestet.

## Dokumentationen
- Hoffnung Kernfusion - Der Traum von unendlich viel sauberer Energie. TV-Dokumentation in HD, Deutschland 2023 für ZDF und 3sat.